# Laia Codina
Pour les articles homonymes, voir Codina.
Laia Codina Panedas, née le 22 janvier 2000 à Campllong, est une footballeuse internationale espagnole évoluant au poste de défenseur à Arsenal et avec l'équipe d'Espagne.

## Biographie

### En club
Laia Codina joue au football depuis l'âge de 4 ans. Enfant, elle joue à l'UD Cassà (en), le club de Cassà de la Selva. Elle joue dans l'équipe des garçons jusqu'à l'âge de 14 ans. En 2014 , elle rejoint le club du FC Barcelone. Elle est sélectionnée dans l'équipe première du FC Barcelone lors de la saison 2019-20. Entre 2021 et 2022, elle joue au AC Milan puis revient au FC Barcelone en 2022. 

### Internationale
Laia Codina entre pour la première fois sur le terrain en équipe nationale le 11 octobre 2022 lors d'un match amical contre les États-Unis et marque un but.
En 2023, elle fait partie des 23 joueuses sélectionnées par Jorge Vilda pour participer à la coupe du monde en Australie et en Nouvelle-Zélande. Le 5 août 2023, elle marque un but lors d'un match de poule face à la Suisse après avoir marqué contre son camp lors d'une passe en retrait à la gardienne espagnole Cata Coll.

## Palmarès

### En club
Arsenal
- Vainqueur de la FA WSL Cup : 2024

### En sélection
Espagne
- Vainqueur de la Coupe du monde en 2023

### Vie privée
Laia Codina suit des études de journalisme à l'Université de Vic - Université centrale de Catalogne. Elle s'inscrit ensuite aux cours en ligne de l'Université ouverte de Catalogne depuis 2019.